# Lindsaea agatii
Lindsaea agatii är en ormbunkeart som först beskrevs av Brackenr., och fick sitt nu gällande namn av Lehtonen och Tuomisto. Lindsaea agatii ingår i släktet Lindsaea och familjen Lindsaeaceae. Inga underarter finns listade.